# Fan Yang (cyclisme)
Pour les articles homonymes, voir Fan.
Dans ce nom chinois, le nom de famille, Fan, précède le nom personnel.
Fan Yang, né le 3 janvier 1990, est un coureur cycliste chinois. Spécialiste de la piste, il est notamment devenu champion d'Asie de poursuite par équipes en 2016 et 2017.

## Palmarès sur piste

### Jeux olympiques
- Rio de Janeiro 2016
  - 8e de la poursuite par équipes

### Championnats du monde
- Saint-Quentin-en-Yvelines 2015
  - 15e de la poursuite par équipes
- Londres 2016
  - 15e de la poursuite par équipes
- Hong Kong 2017
  - 15e de la poursuite par équipes[1]

### Championnats d'Asie
- Izu 2016
  -  Champion d'Asie de poursuite par équipes (avec Liu Hao, Qin Chenlu, Shen Pingan et Xue Chaohua)
- New Dehli 2017
  -  Champion d'Asie de poursuite par équipes (avec Xue Saifei, Qin Chenlu et Yuan Zhong)

### Championnats nationaux
- 2015
  -  Champion de Chine de poursuite par équipes (avec Yuan Zhong, Xue Saifei et Qin Chenlu)